# Caldwell County (North Carolina)
 For alternative betydninger, se Caldwell County. (Se også artikler, som begynder med Caldwell County)
Caldwell County er et county i den vestlige del af delstaten North Carolina i USA. Administrativt centrum for county'et er byen Lenoir.

## Historie
Allerede i 1771 anmodede områdets beboere om oprettelse af et nyt county, men først 70 år senere blev det virkelighed. Caldwell County blev oprettet i 1841, da dele af Burke County og Wilkes County blev udskilt og samlet til det nye county. Det blev opkaldt efter Joseph Caldwell, som var professor og den første rektor for University of North Carolina.
Efter oprettelsen blev Caldwell County reduceret i størrelse ved flere lejligheder. I 1847 blev dele af Caldwell County sammen med dele af Iredell County og Wilkes County udskilt og slået sammen til Alexander County. I 1849 blev igen dele af Caldwell County udskilt. Denne gang sammen med dele af Ashe County, mere af Wilkes County og Yancey County. Det nye county, der blev oprettet ved den lejlighed var Watauga County. Endelig, i 1911 blev dele af Caldwell County samt dele af Mitchell County og Watauga County slået sammen til Avery County.
Laura Foster, der i 1866 måske blev myrdet af Tom Dooley, boede i German Hill i den østlige del af Caldwell County.

## Geografi
Caldwell County har et samlet areal på 1.228 km², hvoraf 7 km² er vand, mens resten er land. Countiet er opdelt i tre klart adskilte geografiske områder. I den nordlige og vestlige del af Caldwell County, domineres dette af Blue Ridge Mountains. Den midterste og sydlige del af området ligger i det såkaldte Piedmont-område. En isoleret del af Blue Ridge Mountains, kaldet Brushy Mountains, løber gennem det meste af den østlige del af Caldwell County, og den vestlige ende af denne bjergkæde, Hibriten Mountain ligger inden for bygrænsen i Lenoir, den største by i countyet.
Caldwell County omfatter dele af to nationalt (styret af USA's føderale regering) beskyttede områder: Blue Ridge Parkway, der er en såkaldt National Parkway og Pisgah National Forest, der som navnet antyder er en National Forest. Begge dele ligger i den vestlige del af Caldwell County.

### Tilgrænsende counties
Caldwell County grænser op til
- Watauga County mod nord
- Wilkes County mod nordøst
- Alexander County mod øst
- Catawba County mod sydøst
- Burke County mod syd og syd-vest
- Avery County mod vest-nordvest

### Byområder
Caldwell County er opdelt i et antal såkaldte bydistrikter (kommuner) og den største by er Lenoir (18.500 indb.). Blandt andre byer og bymæssige bebyggelser kan nævnes
- Blowing Rock (1.500 indb.)
- Cajah's Mountain (2.700 indb.)
- Gamewell (3.650 indb.)
- Granite Falls (4.100 indb.)
- Hudson (3.100 indb.)
- Sawmills (4.900 indb.)

## Befolkning
Ved folketællingen i 2010 var der 83.029 indbyggere i Caldwell County, svarende til en befolkningstæthed på 68 pr. km². 902 % af befolkningen var hvide og 5% var af afrikansk oprindelse. 23 % var under 18 år og 13 % var over 65.
Gennemsnitsindkomsten for en husstand var 34.854 dollars og 47.028 for en familie. Knap 20,5 % levede under den officielle fattigdomsgrænse.

## Eksterne links
- Officiel hjemmeside for Caldwell County (engelsk)

35°57′N 81°33′V / 35.95°N 81.55°V